# Karl Benedikt Suttinger

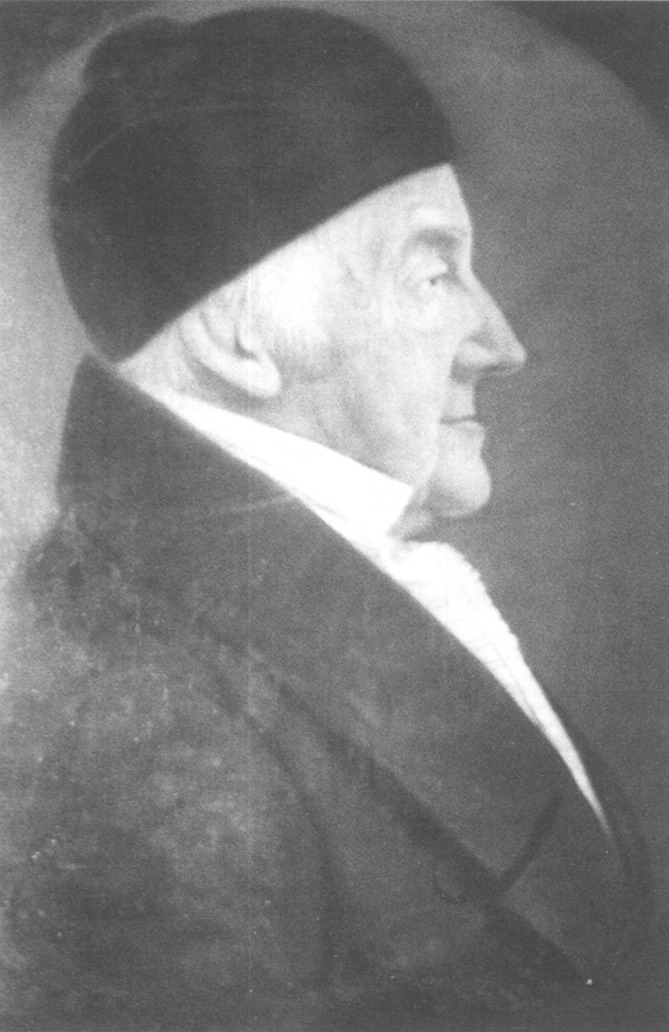
Karl Benedikt Suttinger (ca. 1825)

Karl Benedikt Suttinger (* 3. Januar 1746 in Saathain; † 18. März 1830 in Lübben) war ein deutscher lutherischer Theologe, Philologe und Lehrer.

## Leben
Karl Benedikt Suttinger wurde in Saathain in der Elbe-Elster-Region geboren. Zunächst von einem Privatlehrer unterrichtet, besuchte Suttinger ab 1761 die Königlich sächsische Landesschule in Meißen, wo er bis 1766 verblieb. Anschließend studierte er Theologie und Philologie an der Universität in Leipzig. Da sein Vater noch während seiner Schulzeit verstarb, war der nun relativ mittellose Suttinger gezwungen Privatunterricht zu geben. Auf diese Weise kam er schließlich in das Haus des Leipziger Ratsherrn Frege, dessen Töchter er zwischenzeitlich unterrichtete. Sein Studium schloss er 1775 mit dem Titel Mag. theol. in Wittenberg ab.
Auf Vorschlag des Lübbener Rektors Karl Traugott Thieme und des Bürgermeisters Boden wurde Suttinger 1779 Conrektor des Lyzeums in Lübben. Thieme verließ im Jahre 1783 die Lübbener Schule und ging nach Merseburg. Suttinger bewarb sich um dessen freiwerdende Stelle und übernahm im Folgejahr dann das Rektorat der Schule.
Sein berufliches Wirken in Lübben war von durch ihm initiierte Reformen des städtischen Schulwesens geprägt. War das Lyzeum anfangs eher mit einer einfachen Knabenschule vergleichbar, setzte Suttinger nach einigen Jahren Fachklassen für Mathematik, Naturwissenschaften und Geografie durch. Des Weiteren unterrichtete man in Lübben auch Fremdsprachen, wie Französisch. Außerdem gelang ihm in Lübben die Einrichtung einer Mädchenschule. Dabei hatte Suttinger immer wieder mit finanziellen und verwaltungstechnischen Problemen zu kämpfen.
Die finanzielle Lage verbesserte sich erst recht nicht, als Lübben infolge des Wiener Kongresses im Jahre 1815 vom Königreich Sachsen zur nunmehr preußischen Provinz Sachsen wechselte. Das Lübbener Lyzeum wurde aufgrund der prekären finanziellen Situation im Jahre 1817 als höhere Lehranstalt schließlich zunächst aufgelöst. Eine weitere Verbesserung des städtischen Schulwesens konnte in der Folgezeit deshalb nur schrittweise erfolgen.
Kurz vor seinem im Frühjahr 1830 erfolgendem Tod feierte man noch unter großer Beteiligung das fünfzigjährige Amtsjubiläum Suttingers. Zu diesem Zeitpunkt gab es in Lübben mit einer fünfklassigen Knabenschule, einer dreiklassigen Töchterschule und einer vierklassigen Elementarschule drei schulische Einrichtungen, die unter einem gemeinsamen Rektorat standen.

## Familie

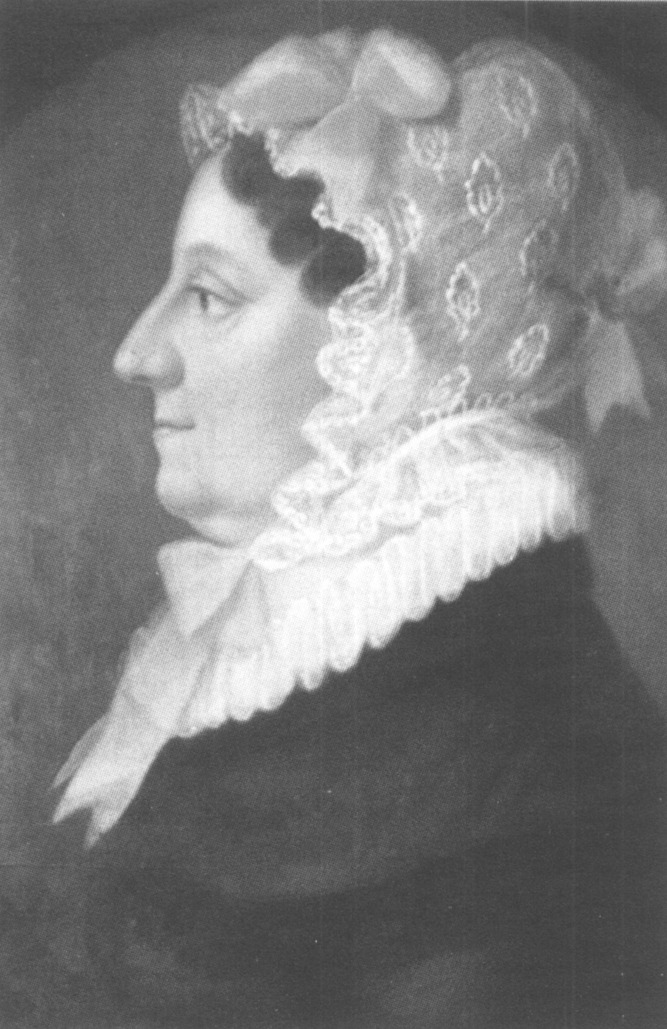
Christiane Friederike Suttinger

Suttingers Vater war Christoph Gottfried Suttinger (auch Christoph Gottfried Süttinger). Dieser wirkte zunächst seit 1735 als Diakon und ab 1744 als Pfarrer in der Parochie Stolzenhain–Saathain. Seine Mutter war Christiane Amalie (geb. Alberti).
Karl Benedikt Suttinger vermählte sich 1783 mit Christiane Friederike Gautzsch (1762–1852), einer Tochter des Liebenwerdaer Superintendenten Joh. Gottlieb Gautzsch († 24. Januar 1782), mit welcher er 15 Kinder hatte.
Einer seiner Söhne war Eduard Wilhelm Suttinger (1800–1881), der an der Universität Leipzig ebenfalls Theologie studierte, später als Lehrer in den Schuldienst eintrat und in Lübben wirkte.

## Ehrungen
Karl Benedikt Suttinger war Träger des Roten Adlerordens IV. Klasse. Das königlich-preußische Schreiben traf allerdings erst an Suttingers Begräbnistag in Lübben ein.

## Werke (Auswahl)
Suttinger verfasste verschiedener Schulprogramme. Des Weiteren betätigte er sich als Dichter von geistlichen Liedern.
- Versuch einer poetischen Übersetzung einiger Psalmen aus dem Hebräischen.  Büttner, Leipzig 1778
- Christliche Lieder. Erster Versuch nebst einem Anhange. Crusius, Leipzig 1780
- Ists nothwendig, daß die hebräische Sprache schon auf Schulen, von künftigen Theologen und Predigern, erlernt werde? Lübben, Driemel [um 1783]
- Aelteste Urkunden des Menschengeschlechts in den ersten neun Kapiteln des ersten Buchs Mose. Hertel, Leipzig 1786
- De recte legende Homero in scholis inferioribus. 2 Teile, Lübben 1786 und 1788
- Von dem Nutzen des Unterrichts in der Geschichte bey Erziehungsanstalten und der Methode, wie sie in Lübben gelehrt wird. Lübben, Driemel [1787]
- Etwas über die Deklamation und die auf der Schule zu Lübben eingeführten Übungen im Deklamieren. Lübben 1789
- Absicht und Einrichtung des bey der Schule zu Lübben seit dem ersten Junius, 1787, errichteten Leseinstituts und der davon abhängenden Lesebibliothek. Driemel, Lübben 1790
- Ueber den Privatfleiß auf Schulen, nebst einer Nachricht von der Errichtung eines Instituts der Schule zu Lübben, das die öffentliche mit der Privaterziehung verbindet. Driemel, Lübben 1792
- (Mitsammler und Mitherausgeber): Sammlung geistlicher Lieder zur öffentlichen und häuslichen Gottesverehrung. Breitkopf, Leipzig 1792
- Nachricht von der seit dem Jahre 1793 veränderten Einrichtung der Stadtschule in Lübben. Lübben 1793
- Versuch einer psychologisch-pädagogischen Erklärung zweyer Erscheinungen die man zu unserer Zeit an den Studirenden bemerkt. Fleischer, Leipzig 1799
- Wie müssen Eltern ihre Kinder erziehen, wenn die öffentlichen Lehranstalten ihre Wünsche befriedigen sollen? Lübben 1803.